# U-155 (tàu ngầm Đức) (1941)
U-155 là một tàu ngầm tấn công  Lớp Type IX thuộc phân lớp Type IXC được Hải quân Đức Quốc Xã chế tạo trong Chiến tranh Thế giới thứ hai. Nhập biên chế năm 1941, nó đã thực hiện được mười chuyến tuần tra, đánh chìm được 25 tàu buôn với tổng tải trọng 126.664 GRT cùng một tàu chiến tải trọng 13.785 tấn, đồng thời gây hư hại cho một tàu chiến phụ trợ tải trọng 6.736 GRT. U-155 sống sót qua cuộc xung đột, đầu hàng lực lượng Đồng Minh tại Fredericia, Đan Mạch vào ngày 5 tháng 5, 1945, và cuối cùng bị đánh chìm ngoài khơi Scotland trong Chiến dịch Deadlight vào ngày 21 tháng 12, 1945.

## Thiết kế và chế tạo

### Thiết kế
Thiết kế của tàu ngầm Type IXC có kích thước hơi nhỉnh hơn so với phân lớp Type IXB dẫn trước. Chúng có trọng lượng choán nước 1.120 t (1.100 tấn Anh) khi nổi và 1.232 t (1.213 tấn Anh) khi lặn. Con tàu có chiều dài chung 76,76 m (251 ft 10 in), lớp vỏ trong chịu áp lực dài 58,75 m (192 ft 9 in), mạn tàu rộng 6,76 m (22 ft 2 in), chiều cao 9,60 m (31 ft 6 in) và mớn nước 4,70 m (15 ft 5 in).
Chúng trang bị hai động cơ diesel MAN M 9 V 40/46 siêu tăng áp 9-xy lanh 4 thì, tổng công suất 4.400 PS (3.200 kW; 4.300 bhp), dẫn động hai trục chân vịt đường kính 1,92 m (6,3 ft), cho phép đạt tốc độ tối đa 18,3 kn (33,9 km/h), và tầm hoạt động tối đa 13.450 nmi (24.910 km) khi đi tốc độ đường trường 10 kn (19 km/h). Khi đi ngầm dưới nước, chúng sử dụng hai động cơ/máy phát điện Siemens-Schuckert 2 GU 345/34 tổng công suất 1.000 PS (740 kW; 990 shp). Tốc độ tối đa khi lặn là 7,3 kn (13,5 km/h), và tầm hoạt động 63 nmi (117 km) ở tốc độ 4 kn (7,4 km/h). Con tàu có khả năng lặn sâu đến 230 m (750 ft).
Vũ khí trang bị có sáu ống phóng ngư lôi 53,3 cm (21 in), bao gồm bốn ống trước mũi và hai ống phía đuôi, và mang theo tổng cộng 22 quả ngư lôi 53,3 cm (21 in). Tàu ngầm Type IX trang bị một hải pháo 10,5 cm (4,1 in) SK C/32 với 110 quả đạn, một pháo phòng không 3,7 cm (1,5 in) SK C/30 và hai pháo phòng không 2 cm (0,79 in) C/30. Thủy thủ đoàn bao gồm 4 sĩ quan và 44 thủy thủ.

### Chế tạo
U-155 được đặt hàng vào ngày 25 tháng 9, 1939, và được đặt lườn tại xưởng tàu AG Weser của hãng DeSchiMAG ở Bremen vào ngày 1 tháng 10, 1940. Nó được hạ thủy vào ngày 12 tháng 5, 1941, và nhập biên chế cùng Hải quân Đức Quốc Xã vào ngày 23 tháng 8, 1941 dưới quyền chỉ huy của Hạm trưởng, Đại úy Hải quân Adolf Piening.

## Lịch sử hoạt động
Sau khi hoàn tất việc chạy thử máy và huấn luyện trong thành phần Chi hạm đội U-boat 4, U-155 được điều sang Chi hạm đội U-boat 10 từ ngày 1 tháng 2, 1942 để hoạt động trên tuyến đầu. Con tàu lại được điều sang Chi hạm đội U-boat 33 từ ngày 15 tháng 8, 1944 cho đến khi chiến tranh chấm dứt.

### 1942

#### Chuyến tuần tra thứ nhất
U-155 xuất phát từ cảng Kiel, Đức vào ngày 7 tháng 2, 1942 cho chuyến tuần tra đầu tiên trong chiến tranh. Nó tiến ra Bắc Hải, rồi băng qua khe GI-UK giữa các quần đảo Shetland và Faroe để vòng qua quần đảo Anh, và hoạt động tại khu vực Trung tâm Bắc Đại Tây Dương. Tại đây vào ngày 22 tháng 2, nó phóng ngư lôi tấn công Đoàn tàu ONS-67  và đã đánh chìm các tàu buôn Na Uy Sama 1.799 GRT, và tàu chở dầu Anh Adellen 7.984 GRT ở vị trí về phía Nam mũi Farewell, Greenland.
Chiếc tàu ngầm tiếp tục di chuyển đến vùng biển dọc theo bờ Đông Hoa Kỳ, nơi nó tấn công và đánh chìm chiếc tàu buôn Brazil SS Arabutan 7.874 GRT ở vị trí khoảng 81 nmi (150 km) ngoài khơi mũi Hatteras, North Carolina vào ngày 7 tháng 3. Chiếc U-boat kết thúc chuyến tuần tra tại cảng Lorient bên bờ Đại Tây Dương của Pháp đã bị Đức chiếm đóng vào ngày 27 tháng 3. Lorient trở thành căn cứ hoạt động chính của chiếc tàu ngầm cho đến gần cuối chiến tranh.

### 1944

#### Chuyến tuần tra thứ mười
Sau khi lực lượng Đồng Minh tiến hành cuộc đổ bộ lên lục địa Châu Âu, căn cứ Lorient bị bao vây và có khả năng thất thủ; vì vậy U-155 rời cảng này vào ngày 9 tháng 9 cho chuyến tuần tra thứ mười, cũng là chuyến cuối cùng. Nó vòng qua quần đảo Anh và băng ngược khe GI-UK để quay trở về Đức, đi đến Flensburg vào ngày  21 tháng 10.

### 1945

#### Số phận
Khi Thế Chiến II đi vào giai đoạn kết thúc, U-155 đầu hàng lực lượng Đồng Minh tại Fredericia, Đan Mạch vào ngày 5 tháng 5, 1945. Đến ngày 22 tháng 6, nó di chuyển từ Wilhelmshaven đến Loch Ryan, Scotland, và cuối cùng bị đánh chìm trong khuôn khổ Chiến dịch Deadlight ngoài khơi Scotland, tại tọa độ 55°35′B 07°39′T / 55,583°B 7,65°T, vào ngày 21 tháng 12, 1945.
Xác tàu của U-155 được một nhóm thợ lặn do nhà khảo cổ hàng hải Innes McCartney lãnh đạo tìm thấy và định danh vào năm 2001. Con tàu nằm ở tư thể thăng bằng dưới đáy biển và hầu như nguyên vẹn ở độ sâu 73 mét (240 ft; 40 sải).

### "Bầy sói" tham gia
U-155 từng tham gia một bầy sói:
- Westwall (8 tháng 11 - 16 tháng 12, 1942)

### Tóm tắt chiến công
U-155 đã đánh chìm được 25 tàu buôn với tổng tải trọng 126.664 GRT cùng một tàu chiến tải trọng 13.785 tấn, đồng thời gây hư hại cho một tàu chiến phụ trợ tải trọng 6.736 GRT:
| Ngày               | Tên tàu          | Quốc tịch       | Tải trọng | Số phận      |
| ------------------ | ---------------- | --------------- | --------- | ------------ |
| 22 tháng 2, 1942   | Adellen          | Liên hiệp Anh   | 7.984     | Bị đánh chìm |
| 22 tháng 2, 1942   | Sama             | Na Uy           | 1.799     | Bị đánh chìm |
| 7 tháng 3, 1942    | Arabutan         | Brasil          | 7.874     | Bị đánh chìm |
| 14 tháng 5, 1942   | Brabant          | Bỉ              | 2.483     | Bị đánh chìm |
| 17 tháng 5, 1942   | Challenger       | United States   | 7.667     | Bị đánh chìm |
| 17 tháng 5, 1942   | San Victorio     | Liên hiệp Anh   | 8.136     | Bị đánh chìm |
| 20 tháng 5, 1942   | Sylvan Arrow     | Panamá          | 7.797\|   | Bị đánh chìm |
| 23 tháng 5, 1942   | Watsonville      | Panamá          | 2.220     | Bị đánh chìm |
| 28 tháng 5, 1942   | Poseidon         | Hà Lan          | 1.928     | Bị đánh chìm |
| 30 tháng 5, 1942   | Baghdad          | Na Uy           | 2.161     | Bị đánh chìm |
| 28 tháng 7, 1942   | Barbacena        | Brasil          | 4.772     | Bị đánh chìm |
| 28 tháng 7, 1942   | Piave            | Brasil          | 2.347     | Bị đánh chìm |
| 28 tháng 7, 1942\| | Bill             | Na Uy           | 2.445     | Bị đánh chìm |
| 30 tháng 7, 1942   | Cranford         | United States   | 6.096     | Bị đánh chìm |
| 1 tháng 8, 1942    | Clan Macnaughton | Liên hiệp Anh   | 6.088     | Bị đánh chìm |
| 1 tháng 8, 1942    | Kentar           | Hà Lan          | 5.878     | Bị đánh chìm |
| 4 tháng 8, 1942    | Empire Arnold    | Liên hiệp Anh   | 7.045     | Bị đánh chìm |
| 5 tháng 8, 1942    | Draco            | Hà Lan          | 389       | Bị đánh chìm |
| 9 tháng 8, 1942    | San Emiliano     | Liên hiệp Anh   | 8.071     | Bị đánh chìm |
| 10 tháng 8, 1942   | Strabo           | Hà Lan          | 383       | Bị đánh chìm |
| 15 tháng 11, 1942  | Ettrick          | Liên hiệp Anh   | 11.279    | Bị đánh chìm |
| 15 tháng 11, 1942  | HMS Avenger      | Liên hiệp Anh   | 13.785    | Bị đánh chìm |
| 15 tháng 11, 1942  | Almaack          | Hải quân Hoa Kỳ | 6.736     | Bị hư hại    |
| 6 tháng 12, 1942   | Serooskerk       | Hà Lan          | 8.456     | Bị đánh chìm |
| 2 tháng 4, 1943    | Lysefjord        | Na Uy           | 1.091     | Bị đánh chìm |
| 3 tháng 4, 1943    | Gulfstate        | United States   | 6.882     | Bị đánh chìm |
| 24 tháng 10, 1943  | Siranger         | Na Uy           | 5.393     | Bị đánh chìm |